# Detroit Rock
Der Begriff Detroit Rock, auch High Energy Rock genannt, bezeichnet einen Musikstil, der unter anderem von Gruppen wie The Stooges und MC5 geprägt wurde, die von Mitte der 1960er bis Anfang der 1970er aktiv waren und aus dem Großraum Detroit stammten.
Typische Vertreter sind u. a. Mitch Ryder & the Detroit Wheels, the Up, Bob Seger Band, Sonic’s Rendezvous Band (bestehend aus ehemaligen Mitgliedern von MC5, The Stooges, Rationals & The Up), Scott Morgan, The Frost, The Rockets.
Obwohl die meisten Vertreter mit ihrem kraftvollen Rock seinerzeit kommerziell gesehen relativ erfolglos waren, ist ihr Einfluss auf die nachfolgende Rockmusikszene immens. Viele Bands und Musiker nennen bis heute besonders MC5 und The Stooges als Haupteinfluss.
Mitte der 1970er Jahre galten beide Gruppen als Vorläufer und Wegbereiter des Punk und zahlreiche Punk-Bands wie Sex Pistols oder The Damned coverten Songs von The Stooges.  Unter Detroit Rock wurden im Laufe der Zeit Bands zusammengefasst, die MC5 oder The Stooges nicht nur als Einfluss nannten, sondern auch den Sound und Vortragsweise kopierten.
In den 1970er Jahren beriefen sich vor allem australische Bands wie Radio Birdman mit dem aus Ann Arbor, Michigan stammenden Deniz Tek, Celibate Rifles oder The Saints auf den Detroit-Rock-Einfluss. In den 1980er Jahren waren es Interpreten wie u. a. Jeff Dahl, Plan 9, Thee Hypnotics und Union Carbide Productions und in den 1990er Jahren vor allem die frühen Hellacopters oder The Flaming Sideburns, die diesen Sound wiederbelebten. Neuere Bands dieser Stilrichtung sind etwa Black Moses, die aus ehemaligen Thee-Hypnotics-Mitgliedern bestehen, Dollhouse, Nixon Now oder The Bellrays. Auch Powertrane und The Hydromatics mit Scott Morgan, dem ehemaligen Sänger von The Rationals, sind aktuelle Vertreter der Stilrichtung.
Oft wird der Begriff auch als Sammelbegriff für die Rockszene der Stadt Detroit verwendet, der unter anderem Interpreten wie die Gruppe Alice Cooper oder in jüngerer Zeit The White Stripes oder die Detroit Cobras oder Kid Rock vereint, die außer ihrer geographischen Heimat nicht viel gemeinsam haben.